# 噶尔臧
噶尔臧（1675年—1722年），乌梁罕氏。清朝外藩蒙古郡王、和硕额驸。
康熙三十一年（1692）十月尚康熙帝第五女和硕端静公主。康熙四十三年（1704）袭喀喇沁杜棱郡王。妻子逝世后的康熙五十一年（1711），噶尔臧因罪削爵。康熙六十一年去世。